# (37338) 2001 RF93
2001 RF93 (asteroide 37338) é um asteroide da cintura principal. Possui uma excentricidade de 0.10367600 e uma inclinação de 12.91347º.
Este asteroide foi descoberto no dia 11 de setembro de 2001 por LONEOS em Anderson Mesa.